# Bring in the Noise, Bring in the Phunk
Bring in the Noise, Bring in the Phunk es un DVD creado por Urban Edge. Es una biografía no autorizada sobre el grupo The Black Eyed Peas. Cuenta con comentarios de los fanes al final del video.

## Información
Este DVD explora a fondo el fenómeno mundial que es The Black Eyed Peas.
En él se dicen cosas como: " En cuestión de hechos a juzgar por su sonido y estilo sería acertado afirmar que The Black Eyed Peas se siente bastante cómodo delante de una cámara de Televisión". Además también alaban la capacidad que ha tenido el grupo para no encasillarse en ningún estilo concreto de Hip-Hop. El DVD posee más de una hora de duración en el que sus propios creadores han afirmado :"Agarra tapones para los oídos, y tus zapatos de baile para darte una hora de todo el ruido y phunk con The Black Eyed Peas ".

## Enlaces
- Información del DVD
- Carátula del DVD

- Datos: Q8252227